# Prázsmár

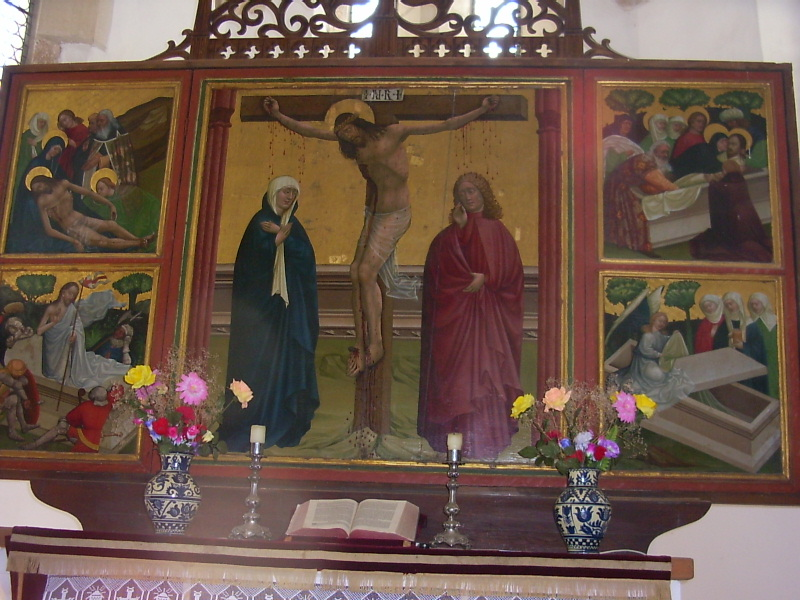
A Szent Kereszt-szárnyasoltár

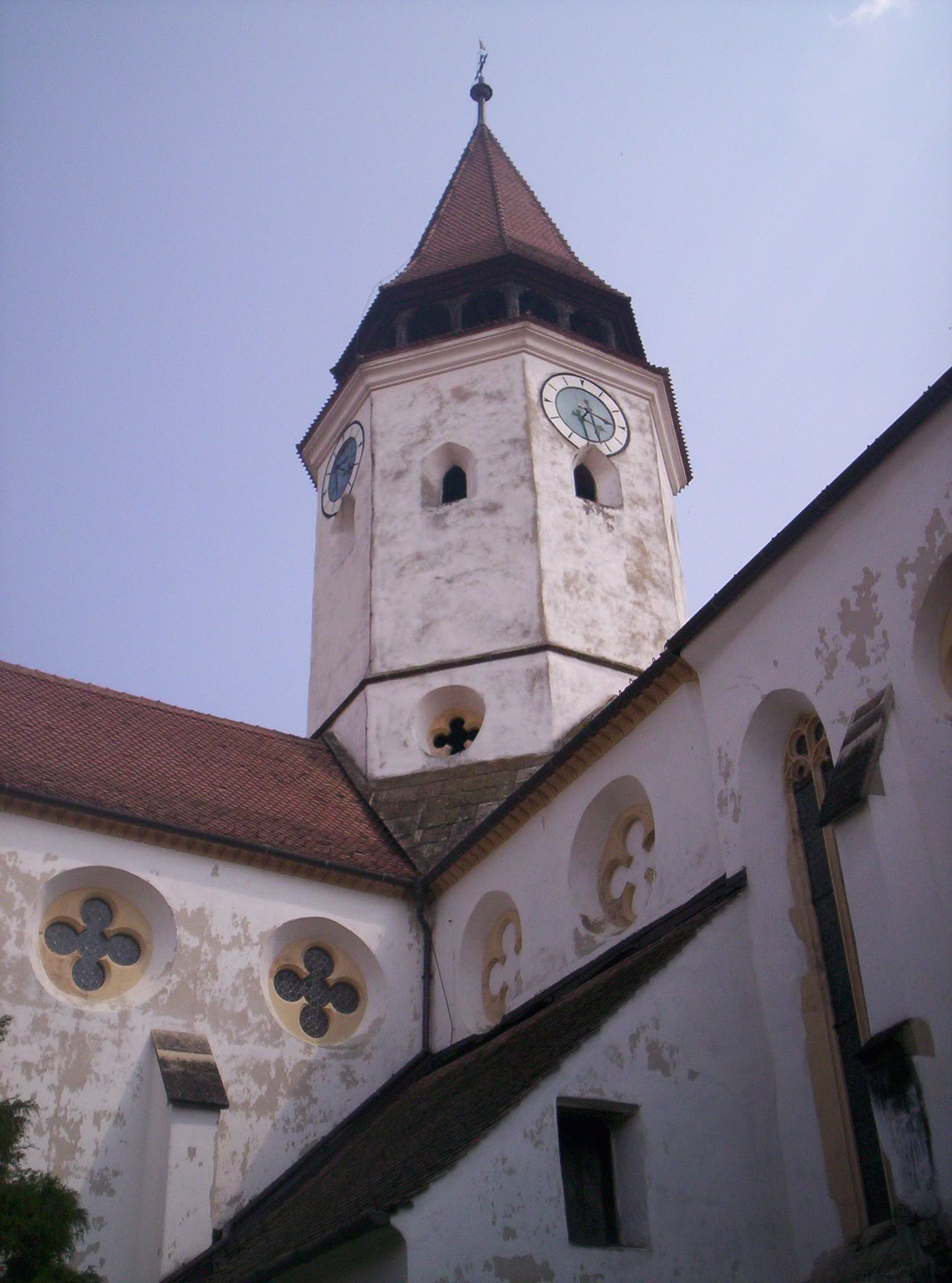
A templom tornya

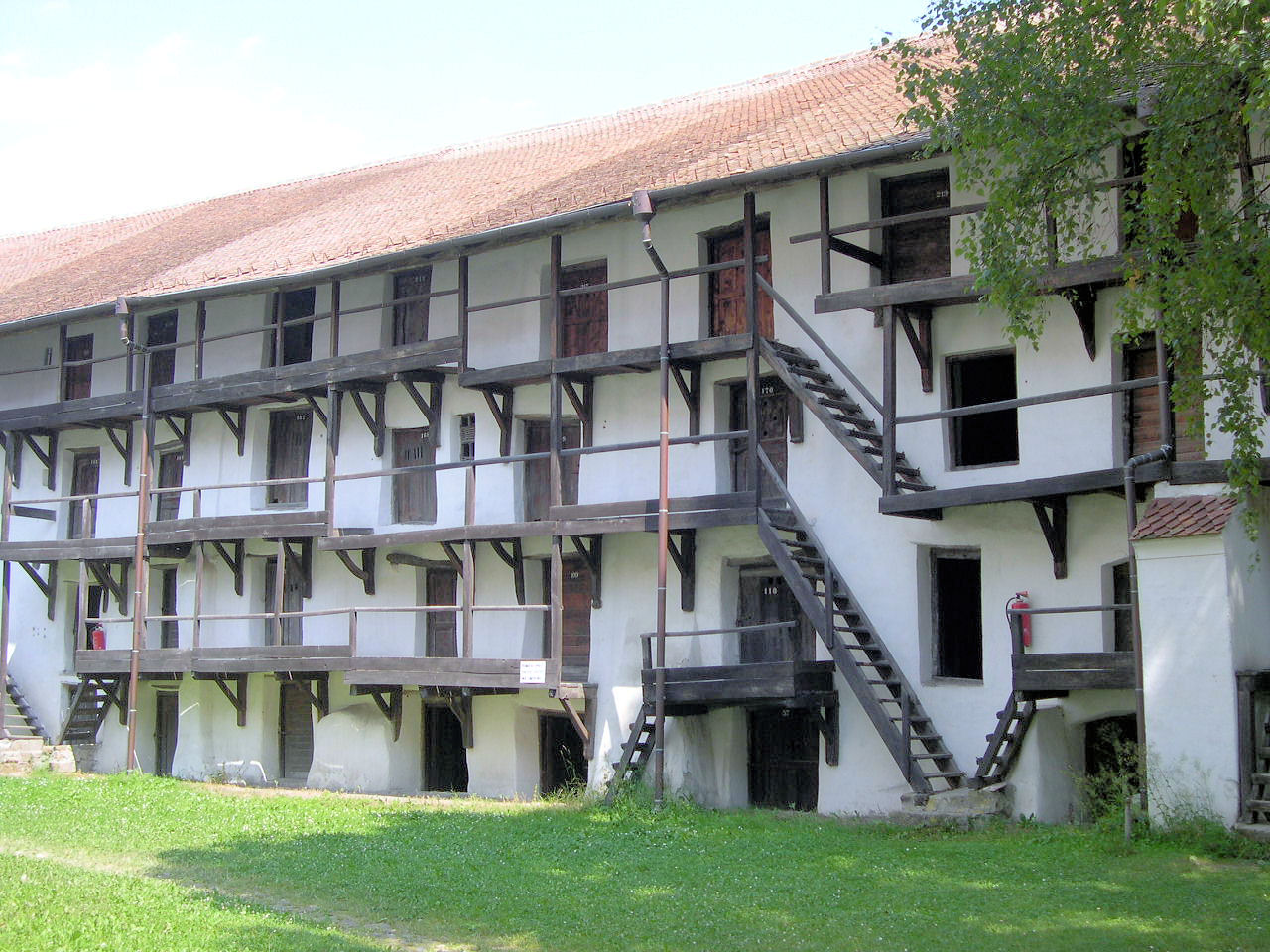
Az erődtemplom szalonnakamrái

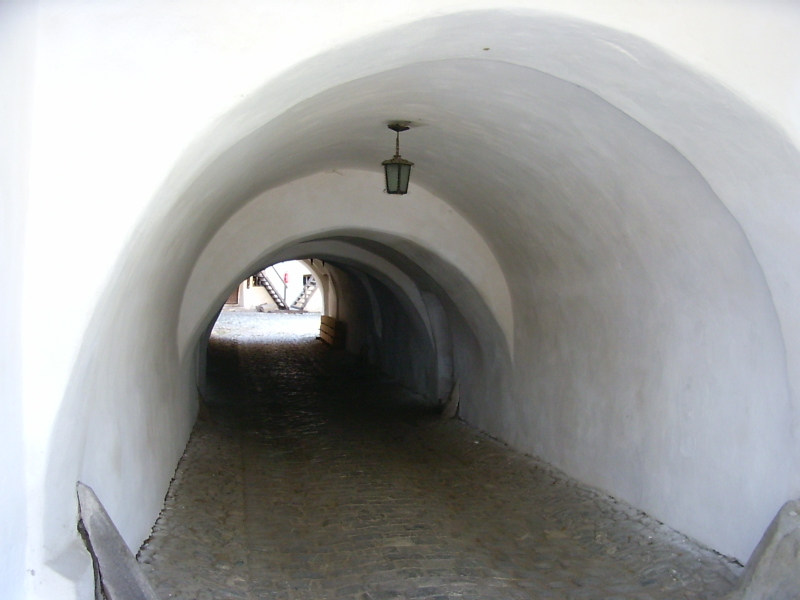
Az alagút

Prázsmár (románul Prejmer, németül Tartlau, szászul Tuartlen) falu Romániában, Erdélyben, Brassó megyében, a Barcaságban.

## Fekvése
Brassótól 17 km-re északkeletre fekszik.

## Nevének eredete
Először egy 1235-ből származó oklevél 1270-es másolatában Prasmar néven, 1240-ben Tartilleri néven, majd 1329-ben németül, Torthlewként említik. Későbbi név- és írásváltozatai: Tartlau (1415), Tartlen (1488) Bratschmer (1601), Prásmé (1826), Présmér (1850), Presmer (1873). Német neve a Tatrang folyó német nevéből való, magyar és román nevének eredete bizonytalan.

## Története
Szász lakossággal települt a Barcaság szélére. 1454-ben kapott mezővárosi rangot. A 15. században a török ellen megerősítették. 1441-ben elfoglalták a törökök, de Hunyadi János kiűzte őket. A század végén a bodolai Béldiek házasság révén megszerezték a Teel család gerébházát. 1508-ban Béldi Péter határjárás közben a piacon kijelentette, hogy odáig terjed az ő birodalma, mire egy prázsmári kerékgyártó mester fejszével lefejezte. Az erdélyi vajda vizsgálatot folytatott le az ügyben, majd pénzbírságot rótt ki a városra. 1515-ben itt táborozott Szapolyai János és megerősítette védőművét. 1529-ben Petru Rareș, 1552-ben V. István moldvai vajda ostromolta és gyújtotta fel a várost, de az erődöt a lakosság megvédte. 1599-ben Mihály vajda csapatai rabolták ki. 1602-ben Basta hadai dúlták fel. 1612-ben itt verték szét a székelyek a brassóiak Géczi András vezette zsoldosseregét. 1661-ben Ali pasa nyolcvan prázsmárit hurcolt el. 1678-ban Ahmed pasa, majd 1690-ben Thököly Imre táborozott benne és innen szólította fel csatlakozásra a székelyeket. 1704-ben a kurucok bevették és hatvan lakosát elhurcolták. Nemsokára a császáriak fosztották ki az erődtemplomot. 1767-ben pusztította történetének legnagyobb tűzvésze, melyben kétszáz ház égett le.
A falu területén csodálatos gazdagságban fakadó források vizét felhasználva a prázsmáriak sört főztek és a derestyei sörgyár fölépüléséig ők látták el sörrel Brassó lakosságát. A prázsmári románok pedig eladásra is főztek szilvapálinkát. 1785-ben kovács- és takácscéhe is volt, de lakosai túlnyomó részének a megélhetését a földművelés jelentette. Házai közül már 1854-ben 328 épült kőből vagy téglából és csak 210 fából. 1820-ban éves (országos) vásár tartására kapott jogot. Az ideszakadt aromán családba született Gheorghe I. Nica 1825-ben gyertyaöntő, 1832-ben vörösfonál-feldolgozó manufaktúrát, 1830-ban hamuzsírhutát alapított a településen. 1848-ban hozta létre papírgyárát Türk György. 1864-től a brassói evangélikus egyház, majd Martin Copony tulajdona. 1896-ig működött. A századforduló idején mind szász, mind román gazdái eladásra termesztettek káposztát.
1848. december 5-én a háromszékiek harc nélkül foglalták el, majd december 13-án, a felsőrákosi csata után ide hívták össze a megszállt szász falvak küldötteit és jószomszédsági szerződést kötöttek velük. 1867-ben jött létre első gyógyszertára. 1876-ban Brassó vármegye Alvidéki járásához csatolták. 1956-ban kivált a településből Kerpenyes és a főként az 1921-es agrárreform következtében kifejlődött Prázsmári méhkertek. Az 1975-ben elfogadott településfejlesztési terv várossá való fejlesztését tűzte ki célul. 2008-ban a prázsmári pisztrángtenyészetből került ki az a rekordméretű szivárványos pisztráng, amely 11,5 kg-ot nyomott.

## Népessége
- 1786-ban 2838 lakosa volt.
- 1850-ben 3351 lakosából 2136 volt német, 1044 román, 154 cigány és 17 magyar nemzetiségű; 2147 evangélikus és 1198 ortodox vallású.
- 1900-ban 3580 lakosából 2066 volt német, 1336 román, 123 magyar és 55 cigány anyanyelvű; 2051 evangélikus, 1398 ortodox, 74 református és 41 római katolikus vallású. A lakosság 3%-a tartózkodott külföldön, 68%-a tudott írni-olvasni és a nem magyar anyanyelvűek 41%-a beszélt magyarul. A házak 64%-a kőből, 36%-a fából épült, 87%-ukat cseréppel, 10%-ukat zsindellyel fedték.
- 2002-ben a hozzátartozó Farkasvágóval és Prázsmári méhkertekkel együtt 8316 lakosa volt, közülük 7612 román, 375 cigány, 216 magyar és 110 német nemzetiségű; 7758 ortodox, 134 evangélikus, 129 római katolikus, 118 református vallású.

## Látnivalók
- Evangélikus temploma a Barcaság legjelentősebb templomerődje. Az első templomot talán 1218-ban kezdték építeni, majd az 1240-es években a kerci apátság folytatta az építkezést, jellegzetes ciszterci stílusban. A 15. században a megközelítőleg egyenlő szárú kereszt alaprajzú templom fölé tornyot, a szentély északi és déli falához egy-egy kápolnát emeltek. Az oltár háta mögött dombormívű sírkő található, rajta szakállas angyalok. 1480-ban készített Szent Kereszt-szárnyasoltára az egyik legrégebbi Erdélyben. Egyik harangját 1471-ben öntötték.[11] A templom köré hármas védőfalrendszert építettek. A külső védőfal a várost vette körül, a toronyból szétnézve még ma is fölismerhetőek az egykori város határai, amelyen belül a telkek és a házak is kisebbek voltak. A külső falgyűrűből semmi sem maradt, a középsőnek azonban még állnak részletei és a templom közelében két egykori védőtornya. A belsőváron belül, a templomudvar és az előudvar falában alakították ki azt a 275 ún. szalonnakamrát (családonként egyet), amelyek ostrom idején menedéket adtak a lakóknak, békeidőben pedig húskészítményeiket tárolták bennük. A több szinten egymás fölé épített kamrákat fa állványzaton lehet megközelíteni. A két udvart alagút köti össze, amelyet a védők öt helyen tudtak elzárni kapukkal és ráccsal. A barbakánban működött a városháza. A belsővárat vizesárok vette körül, amelybe a környező források vizét vezették. Az oszlopsoros bejárati szárnyat a 19. század elején építették, helyén korábban felvonóhíd működött. Délnyugati oldalán, a barbakán és a belső falgyűrű közé a 18. században építettek alacsonyabb védőfalat. Emögött működött a sütöde, ahol a várban őrzött lisztből sütöttek kenyeret. Az erődtemplomot 1964 és 1970 között restaurálták.
- Határában, de belterületén is számtalan forrás tör fel. A medencékbe vezetett források és a mocsár nyújt táplálékot a faluban élő nagyszámú gólyának.
- A délkeleti faluvégen álló ortodox templom 1769-ben épült. Eredetileg egész falát beborító külső falfestéséből már csak két részlet látható.
- A falutól keletre természetvédelmi terület: 252 hektár erdő és 6 hektár mocsár. A területen megtalálható a lápi nyúlfarkfű, a fehér zászpa, a szibériai hamuvirág, a szibériai nőszirom, a harmatfű, az északi galaj, a mocsári kockásliliom, az illatos csengettyűvirág, a barcasági istác (Armeria maritima spp. barcensis) és a lisztes kankalin.

## Gazdasága
- Farkasvágón több ipari üzem is működik, közülük a legjelentősebb egy hőszigetelő nyílászárókat előállító gyár.[12]
- A községközpont ismert, hagyományos gazdasági ága a pisztrángtenyésztés, amelyhez a 19. század óta használják a falutól keletre feltörő források vizét.